# Anton Salvesen
Anton Salvesen (1927) es un deportista noruego que compitió en luge. Ganó una medalla de oro en el Campeonato Mundial de Luge de 1955, en la prueba individual.

## Palmarés internacional
| Campeonato Mundial | Campeonato Mundial | Campeonato Mundial | Campeonato Mundial |
| Año                | Lugar              | Medalla            | Prueba             |
| ------------------ | ------------------ | ------------------ | ------------------ |
| 1955               | Oslo (Noruega)     | Medalla de oro     | Individual         |